# Flora Europaea
Flora Europaea (укр. Флора Європи) — 5-томна енциклопедія рослин, видана в період з 1964 по 1993 рік видавництвом Кембриджського університету. Метою було описати всі національні флори Європи в одному авторитетному виданні, щоб допомогти читачам ідентифікувати будь-яку дикорослу або широко культивовану рослину в Європі до рівня підвиду. Вона також надає інформацію про географічний розподіл, переважні середовища існування та кількість хромосом, де це відомо.
Флора Європи була випущена у формі компакт-дисків у 2001 році, і Королівський ботанічний сад в Единбурзі зробив покажчик назв рослин, доступний в Інтернеті.

## Історія
Вперше ідея загальноєвропейської флори була висунута на 8-му Міжнародному ботанічному конгресі в Парижі в 1954 р.  У 1957 р. Британська науково-технічна дослідницька рада надала ґрант на фінансування секретаріату з трьох осіб  а том 1 був опублікований у 1964 р. У наступні роки було видано більше томів, що завершились 1980 р. флорою однодольних у Томі 5. Роялті були передані до цільового фонду, яким керує Ліннеївське товариство, що дозволило фінансувати доктора Джона Акеройда для продовження роботи над проектом.  Перероблений том 1 був випущений у Ліннеївським товариством 11 березня 1993 року.

## Томи

### Том 1. Lycopodiaceae - Platanaceae
Опубліковано 1964

### Том 2. Rosaceae - Umbelliferae
ISBN 0-521-06662-X
ISBN 978-0-521-06662-4
Опубліковано : 1 грудня 1968 (486 сторінок)

### Том 3. Diapensiaceae - Myoporaceae
ISBN 0-521-08489-X
ISBN 978-0-521-08489-5
Опубліковано : 28 грудня 1972 (399 сторінок)

### Том 4. Plantaginaceae - Compositae (+ Rubiaceae)
ISBN 0-521-08717-1
ISBN 978-0-521-08717-9
Опубліковано: 5 серпня 1976 р. (534 сторінки)

### Том 5. Alismataceae - Orchidaceae
ISBN 0-521-20108-X
ISBN 978-0-521-20108-7
Опубліковано: 3 квітня 1980 (476 сторінок)

### Том 1. Переглянуто: Lycopodiaceae - Platanaceae
ISBN 0-521-41007-X
ISBN 978-0-521-41007-6
Опубліковано: 22 квітня 1993 (629 сторінок)

### 5. Комплект томів та пакет компакт-дисків
ISBN 0-521-80570-8
ISBN 978-0-521-80570-4
Опубліковано: 6 грудня 2001 р. (2392 сторінки)

## Редактори
Редактори, вказані в кожному виданні, є :
Том Тутін (1908–1987) - професор ботаніки в Лестерському університеті
Вернон Гейвуд (нар. 1927) - головний науковий співробітник відділу охорони рослин, МСОП та професор-емерит Університету Редінга
Алан Берджес (1911–2002) - професор ботаніки в Ліверпульському університеті
Девід Валентайн (1912–1987) - професор ботаніки в Університеті Дарема до 1966 року, потім в Манчестерському університеті
Лише для переробленого видання тому 1 :
Девід Мур (1933–2013) - заслужений професор Університету Редінга
Тільки для набору компакт-дисків :
Макс Волтерс (1920–2005) - директор Ботанічного саду Кембриджського університету
Девід Вебб (1912–1994) - професор ботаніки в Трініті-коледжі, Дублін

## Регіональні радники
Було сформовано групу регіональних радників, щоб забезпечити повне висвітлення всієї Європи. Деякі з радників також були авторами з відповідних таксономічних спеціальностей. Для кожної країни представниками були:
| - Албанія - Ф. Маркґраф - Австрія - Е. Янхен, К. Х. Рехінґер - Бельгія - А. Лаурере - Болгарія - Н. Стоянов - Чехословаччина - Й. Достал - Данія - TW Bōcher - Фінляндія - Й. Ялас - Франція- Х. Ґоссен, П. Жове | - Німеччина - Х. Мерксмюллер, В. Ротмалер - Греція - К.Х.Річінгер - Угорщина - Р. Шоо, Ш. Яворка - Ісландія - І. Oskarsson - Італія - REG Pichi-Sermolli - Югославія - Е. Майєр - Нідерланди - SJ Van Ooststroom - Норвегія - Р. Нордгаґен | - Польща - Б. Павловський - Португалія - АР Пінто да Сілва - Румунія - А. Борза, Е. І. Няраді - Іспанія - Е. Гвінея, О. де Болос - Швеція - Н. Гіландер - Швейцарія - Е. Ландольт - Туреччина - PH Девіс - СРСР - Б. Щишкін, А. Федоров |

## Зовнішні посилання
- - Flora Europaea front matter at Cambridge U P [Архівовано 19 травня 2014 у Wayback Machine.]
  - Flora Europaea — online edition (database) [Архівовано 11 квітня 2011 у Wayback Machine.]
  - Atlas Florae Europaea Helsinki-based group creating maps to complement the Flora Europaea